# Suontee
Der Suontee ist ein See der Finnischen Seenplatte in den finnischen Landschaften Südsavo und Mittelfinnland.
Der See hat eine Fläche von 142,55 km² und liegt auf einer Höhe von 94,1 m.
Er ist in einen westlichen und in einen östlichen Teil gegliedert.
Im Ostteil liegen die Teilseen Kotkatselkä, Kampinselkä und Hautoselkä.
Im Westteil liegt der Hauptteil des Sees mit dem Nebenbecken Saposelkä.
Der Suontee fließt nach Westen zum Viheri und weiter zum Jääsjärvi ab und liegt im Einzugsgebiet des Kymijoki.